# Comité Paralímpico Nacional de Kiribati
El Comité Paralímpico Nacional de Kiribati es el comité paralímpico nacional que representa a Kiribati. Esta organización es la responsable de las actividades deportivas paralímpicas en el país. Es miembro del Comité Paralímpico Internacional y del Comité Paralímpico de Oceanía.